# Oxyrhopus melanogenys
Oxyrhopus melanogenys (несправжня коралова змія Чуді) — вид змій родини полозових (Colubridae). Мешкає в Південній Америці.

## Опис

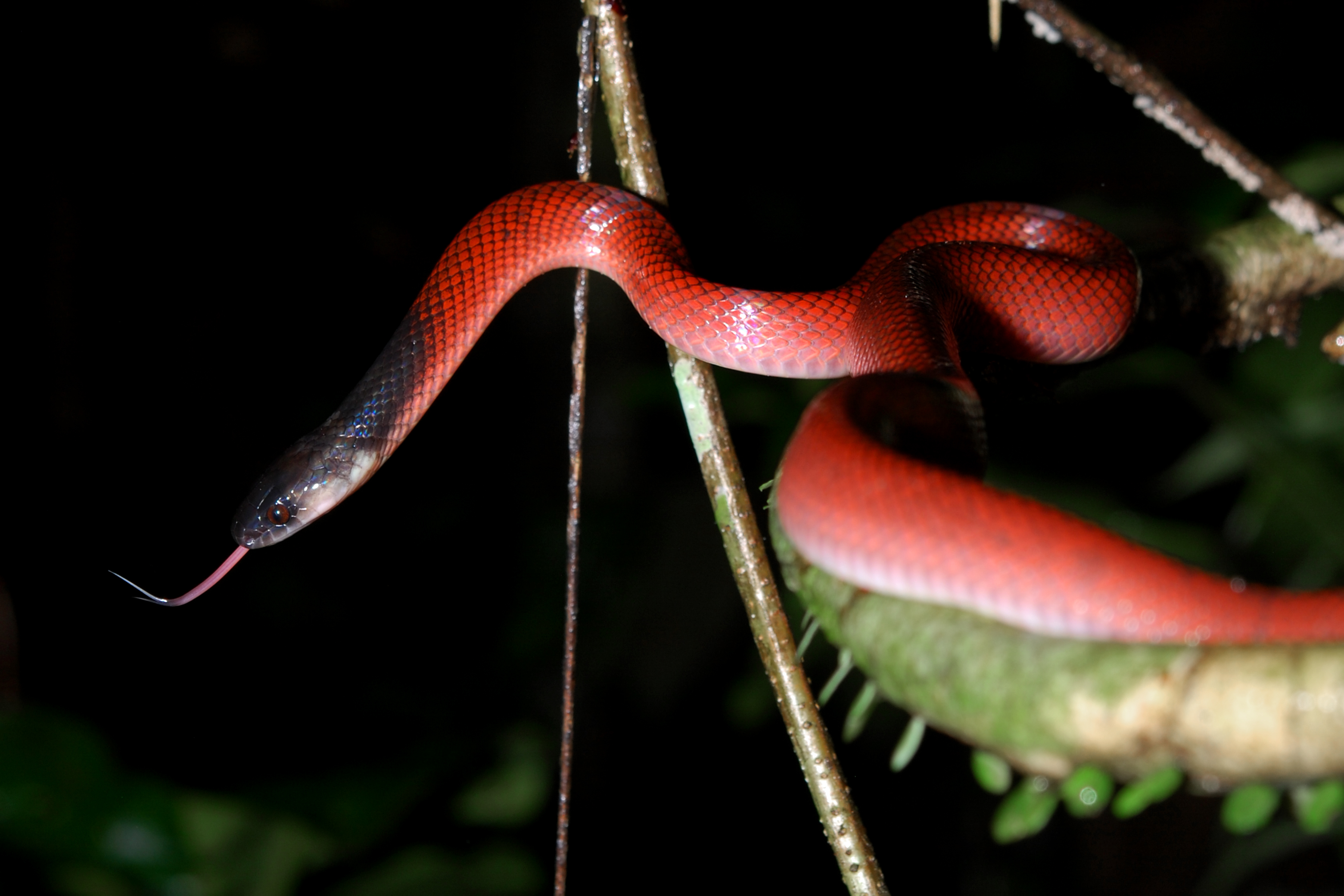
Oxyrhopus melanogenys

Загальна довжина дорослих змій становить 68 см, враховуючи хвіст довжиною 17 см. Верхня частина тіла червона або червонувато-коричнева, луски на спині мають чорні краї або кінчики. На передній частині тіла є кілька чорних поперечних смуг, згрупованих по три смуги. Верхня частина голови та потилиця чорні. Нижня частина тіла жовтувата. Спинна луска гладка, з ямками на вершині, посередині тіла формують 19 рядів.

## Підвиди
Виділяють два підвиди:
- Oxyrhopus melanogenys melanogenys (Tschudi, 1845);
- Oxyrhopus melanogenys orientalis Cunha & Nascimento, 1983.

## Поширення та екологія
Несправжні коралові змії Чуді мешкають в Колумбії, Еквадорі, Перу, Болівії, Бразилії, Венесуелі і Гаяні. Вони живуть у вологих і сухих тропічних лісах, трапляються на луках, на висоті до 1500 м над рівнем моря. Живляться ящірками, птахами й дрібними гризунами. Відкладають яйця.